# Edmondo Dobrzanski
Edmondo Dobrzanski (* 2. August 1914 in Zug; † 23. August 1997 in Lugano) war ein Schweizer Maler, Zeichner und Graphiker.

## Leben
Dobrzanski stammte aus Fischenthal. Er war ein Sohn  des Wanderfotografen Stanislaus Dobrzanski und seiner Frau Elena. Der mütterliche Zweig hat griechische sowie triestinisch-spanische Wurzeln, der väterliche Zweig der Familie ist russisch-polnischer Herkunft. Edmondo heiratete Onorina Volpato. Von 1922 bis 1929 lebte die Familie in Lugano im Quartier Cassarate, wo Dobrzanski die Schulen besuchte, von 1929 bis 1934 in Diessenhofen und Stein am Rhein. Dobrzanski bildete sich im Atelier seines Vaters zum Fotografen aus.
Nach dem Studium an der Akademie von Brera (Mailand), wo er von 1936 bis 1942 Schüler von Aldo Carpi war, arbeitete er von 1942 bis 1950 in Zürich als Illustrator für das Volksrecht. Ab 1950 lebte er im Tessin in Bellinzona, Bissone, der Spinnerei von Cassarate sowie in Gentilino. 1958 veranstaltete Virgilio Gilardoni eine Werkschau, in den 1960er Jahren stellte Dobrzanski in der Schweiz und in Italien aus.
Der Künstler vereinte das expressionistische Thema mit dem informellen Stil. Als Maler der condition humaine stellte er randständige Menschen wie Wahnsinnige, Prostituierte und schwarze Migrantinnen dar. Er setzte sich für die Verwirklichung politischer und sozialer Forderungen ein und verfolgte aufmerksam die Rolle der Wissenschaft, die er durch Missbrauch bedroht sah.

## Archive
- Nachlass im Museo Villa dei Cedri